# Albert Soegijapranata

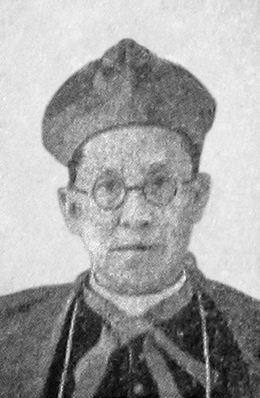
Albert Soegijapranata

Albert Soegijapranata SJ (* 25. November 1896 in Soerakarta, Midden-Java, Niederländisch-Indien; † 22. Juli 1963) war ein indonesischer Ordensgeistlicher und römisch-katholischer Erzbischof, der unter anderem von 1949 bis 1963 erster Militärbischof der Streitkräfte Indonesiens sowie zwischen 1961 und 1963 erster Erzbischof von Semarang war. Als erster Erzbischof wurde er in die Liste indonesischer Nationalhelden aufgenommen.

## Leben

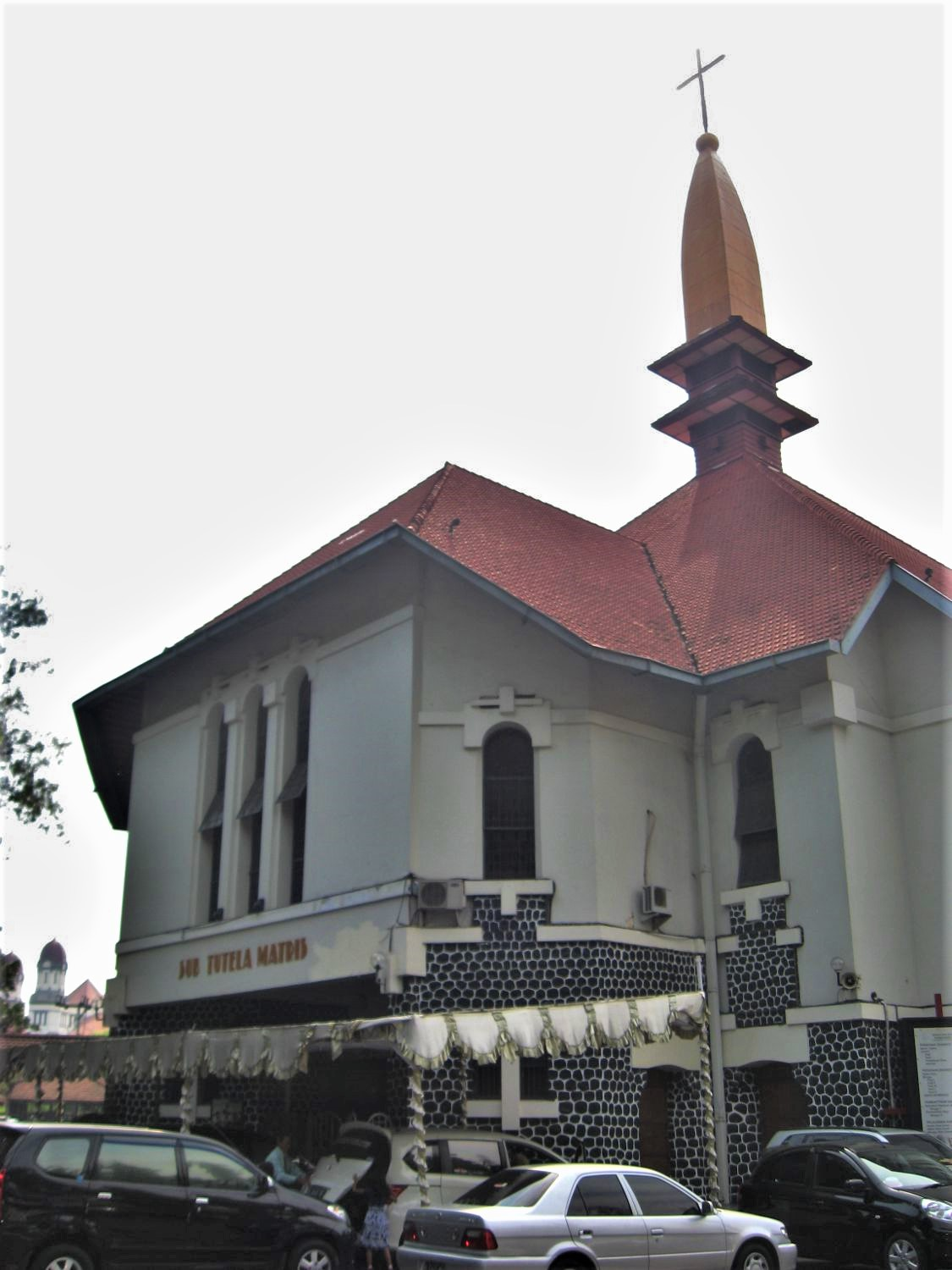
Die Kathedrale von Randusari, Sitz des Erzbischofs von Semarang.

Albert Soegijapranata trat 1909 als Dreizehnjähriger in das Xaverius College in Muntilan ein und empfing am 15. August 1931 die Priesterweihe als Priester der Jesuiten (Societas Jesu), die aus einem Freundeskreis um Ignatius von Loyola entstand und am 27. September 1540 päpstlich anerkannt wurde. 1. August 1940 wurde er zum Apostolischen Vikar von Semarang ernannt. Zugleich erfolgte am 1. August 1940 als Nachfolger von Valentin Wojciech auch seine Ernennung zum Titularbischof von Danaba. Als solcher empfing er am 6. November 1940 von Peter Johannes Willekens SJ, dem Titularerzbischof von Zorava, die Bischofsweihe, an der der Titularbischof von Thubunae in Numidia Antoine Everardo Giovanni Albers OCarm und der Titularbischof von Athrya Henri Martin Mekkelholt SCI als Co-Konsekratoren teilnahmen.
25. Dezember 1949 wurde Soegijapranata zum ersten Militärbischof der Streitkräfte Indonesiens und bekleidete diese Funktion bis zu seinem Tode am 22. Juli 1963, woraufhin Justinus Darmojuwono seine Nachfolge antrat. Seinen Nachfolger und späteren Kardinal Justinus Darmojuwono hatte er 25. Mai 1947 zum Priester geweiht. 1951 stattete er Flores einen Besuch ab und beklagte dabei den Unterschied zwischen den imposanten Häusern der Mission und den einfachen Hütten der Menschen. Am 3. Januar 1961 wurde er nach der Erhebung zum Erzbistum zudem zum ersten Erzbischof von Semarang ernannt. Auch dieses Amt bekleidete er bis zu seinem Tode, wobei auch hier am 10. Dezember 1963 Justinus Darmojuwono seine Nachfolge antrat. In dieser Zeit war er während der ersten Sitzungsperiode (11. Oktober bis 8. Dezember 1962) Konzilsvater des Zweiten Vatikanischen Konzils.
Albert Soegijapranata spendete die Bischofsweihe an Michele Thomas Verhoeks CM (8. Mai 1942) und Raimundo Cesare Bergamin SX (6. Januar 1962). Darüber hinaus wirkte er als Co-Konsekrator an den Bischofsweihen von Jacques Hubert Goumans OSCr (22. April 1962), Gabriel Wilhelmus Manek SVD (25. April 1951), Nicolas Pierre van der Westen SS.CC. (20. Mai 1951), Pierre Marin Arntz OSCr (25. März 1952), Adrianus Djajasepoetra SJ (23. April 1953), Jan Antonius Klooster CM (1. Mai 1953), Wilhelmus Joannes Demarteau MSF (5. Mai 1954) und Antoine Henri van den Hurk OFMCap (14. April 1955) mit. Als erster Erzbischof wurde er in die Liste indonesischer Nationalhelden aufgenommen.

## Hintergrundliteratur
- Matthias Pulte: Das Missionsrecht ein Vorreiter des universalen Kirchenrechts: rechtliche Einflüsse aus den Missionen auf die konziliare und nachkonziliare Gesetzgebung der lateinischen Kirche, Steyler Verlag, 2006